# Kitbull
Kitbull ist ein US-amerikanischer Animations-Kurzfilm von Rosana Sullivan aus dem Jahr 2019. Er stammt aus den Pixar Studios und wird von Walt Disney Studios Motion Pictures vertrieben. Der Film hatte seine Premiere am 18. Januar 2019 im Kino El Capitan Theatre und wurde einen Monat später auf YouTube veröffentlicht. Am 12. November 2019 erschien er auf der Streaming-Plattform Disney+.

## Handlung
Eine Straßenkatze lebt auf einem Hinterhof im Mission District von San Francisco. Sie sucht auf der Straße nach Fressen und bekommt von einer Passantin eine Dose Katzenfutter hingestellt. Statt sie anzunehmen, rennt sie aber weg. 
Eines Tages zieht ein Pitbull mit seinem Herrchen in das Gebäude nebenan. Der Pitbull wirkt zwar recht zahm, trotzdem ängstigt sich die Katze vor ihm. Langsam beginnen sich die beiden anzufreunden. In gebührendem Abstand spielen sie mit einem Flaschenverschluss. Doch der Pitbull wird nicht gut behandelt. Er soll als Kampfhund eingesetzt werden und sein Herrchen versucht ihn scharf zu erziehen. Nach einem Kampf wird er schwer verletzt von seinem Herrchen in den Hinterhof geworfen.
Gleichzeitig tobt ein Gewitter. Die Katze gerät in Panik und verfängt sich in einem Verpackungsring. Der Hund rettet sie, doch die Katze missdeutet sein Verhalten und greift ihn an. Später entschuldigt sie sich und sucht die Nähe ihres neuen Freundes. 
Am nächsten Tag hilft sie dem Hund zu fliehen, bevor dessen Besitzer ihn finden kann. Die Katze nähert sich nun der Passantin vom Anfang. Als diese sich nun streicheln lässt, kommt der Hund aus seinem Versteck. Die Passantin erschrickt zunächst, doch die Katze geht zu dem Hund und zeigt, wie gut sich die beiden verstehen. Schließlich adoptiert die Passantin zusammen mit ihrem Mann beide. Am Ende spielen beide vergnügt auf einem Hügel bei ihrer neuen Familie.

## Hintergrund
Der Titel ist ein Kofferwort aus englisch kitten („Kätzchen“) und „Pitbull“. Der von Rosana Sullivan realisierte Film ist der dritte in der ursprünglich sechsteiligen SparkShorts-Reihe von Pixar. In dieser Reihe bekommt das Filmteam ein limitiertes Budget und sechs Monate Zeit, um einen animierten Kurzfilm zu realisieren, der dann über YouTube veröffentlicht wird. Sullivan ersann den Film, nachdem sie selbst zur Entspannung häufig Katzenvideos angeschaut hatte. Der Handlungsort basierte ebenfalls auf Sullivans Vergangenheit, die in der Nähe des Mission Districts wohnte.
Im Gegensatz zu vielen Pixar-Produktionen handelt es sich bei Kitbull um einen klassischen handgezeichneten Zeichentrickfilm ohne 3D-Animationen.
Der Film hatte seine Premiere am 18. Januar 2019 im Kino El Capitan Theatre zusammen mit den Filmen Purl und Smash and Grab, die ebenfalls der SparkShorts-Reihe entstammten. Er wurde am 18. Februar auf YouTube veröffentlicht. Am 12. November 2019 erschien er zusätzlich auf der Streaming-Plattform Disney+.
Der Film wurde bei der Oscarverleihung 2020 als Bester animierter Kurzfilm nominiert, verlor aber gegen Hair Love.

## Kritiken
DerStandard.at schrieb, der Film „rühr[e] das Netz zu Tränen“. Auf Testkammer.com vergab die Rezensentin 8 von 10 Punkten und schrieb: „Vor einem ernsten Hintergrund entwarf die Regisseurin und Autorin Rosana Sullivan ihre Geschichte und begeistert die Zuschauer, ob klein oder groß, mit viel Herz, handgezeichneten Bildern und ihren beiden tierischen Helden.“